# Fabián Pumar
Fabián Diego Pumar Bravo (Montevideo, 14 de febrero de 1976), exfutbolista uruguayo. Jugaba de defensa y su último equipo fue el Club Atlético Cerro de la Primera División de Uruguay. Actualmente es Secretario de la Mutual de Futbolistas.

## Trayectoria
En el 2003 se marchó a Perú para jugar por Universitario de Deportes, jugó al lado del portero mundialista peruano José Carvallo.

## Clubes[1]
| Club                      | País      | Año       |
| ------------------------- | --------- | --------- |
| Club Atlético Bella Vista | Uruguay   | 1997-2001 |
| Shaanxi Baorong           | China     | 2001      |
| Racing Club               | Argentina | 2002      |
| Universitario de Deportes | Perú      | 2003      |
| Argentinos Juniors        | Argentina | 2003-2004 |
| Centro Atlético Fénix     | Uruguay   | 2004-2005 |
| CSD Comunicaciones        | Guatemala | 2005-2006 |
| Centro Atlético Fénix     | Uruguay   | 2006-2009 |
| Danubio Fútbol Club       | Uruguay   | 2009-2010 |
| Club Atlético Cerro       | Uruguay   | 2010-2011 |

## Palmarés

### Campeonatos nacionales
| Título                    | Club        | País    | Año  |
| ------------------------- | ----------- | ------- | ---- |
| Liguilla Pre-Libertadores | Bella Vista | Uruguay | 1998 |